# Toana atridiscata
Toana atridiscata là một loài bướm đêm trong họ Noctuidae.